# Vass Richárd
Vass Richárd (Debrecen, 1973. január 27.–) illusztrátor, concept designer, képregényrajzoló.

## Életútja
1994-ben kezdett grafikával foglalkozni. Először munkái nagy része könyvborítókon és folyóiratok lapjain jelent meg. Később képregényeket és CD- borítókat is készített.
2004-ben cseppent bele a hazai számítógépes-játékiparba, ahol concept-rajzolóként dolgozik mind a mai napig.
2005 óta a Magyar Képregény Akadémia tagja.

### Iskolák
- Építőipari technikum
- Kirakatrendező és Dekoratőr Szakiskola

### Munkahelyek
- 1994 – szabadúszó grafikus és illusztrátor
- 1996 – illusztrátor / Graph-Art Stúdió Kft
- 2004 – 2D concept designer / Brainfactor Entertainment
- 2006 – 2D grafikus / Tonuzaba Entertainment

## Képregényes munkái
- Vasárnapi szafari (szöveg: Horváth Gábor, in Galaktika 190-191, 2006, újraközlés: Pinkhell 3)
- Fcience siction (Pinkhell 1, 2006)
- Feketelovag (Pinkhell 1, 2006)
- Masa és Bumszki (Pinkhell 2, 2006)
- Kuta (Panel 4, 2007)
- címlaprajz (Buborékhámozó 1, 2007)

## Díjak
- 2006-ban Alfabéta-díjat nyert legjobb új rövid képregény kategóriában Vasárnapi szafari című munkájával.